# جرج فردریک استیل
جرج فردریک استیل (انگلیسی: George Frederic Still؛ ‏ ۲۷ فوریهٔ ۱۸۶۸ – ۲۸ ژوئن ۱۹۴۱) پزشک متخصص اطفال و نوزادان در زمینه اهل بریتانیا بود که به ایجاد رشتهٔ تخصصی پزشکی اطفال به عنوان یک رشته جدید کمک کرد. او نویسنده پنج کتاب درسی پزشکی و ناشر صدها مقاله بود. استیل برای اولین بار شکلی از آرتریت ایدیوپاتیک جوانان به نام «بیماری استیل» و همچنین سوفل عملکردی رایج استیل را توصیف کرد که هر دو به افتخار او نام‌گذاری شده‌اند. او همچنین یکی از نخستین کسانی بود که اختلال کم‌توجهی-بیش‌فعالی را توصیف کرد. او اغلب به عنوان «پدر پزشکی کودکان بریتانیا» شناخته می‌شود.